# Grannen-Kiefer
Die Grannen-Kiefer (Pinus aristata) ist eine Pflanzenart aus der Gattung der Kiefern (Pinus) in der Familie der Kieferngewächse (Pinaceae). Die früher als Varietät der Grannen-Kiefer angesehene Langlebige Kiefer (Pinus longaeva) trennte man 1971 als eigene Art ab.

## Beschreibung
Die Grannen-Kiefer ist ein immergrüner Baum, der Wuchshöhen von 8 bis 15 Meter und Stammdurchmesser von 0,5 bis 1 Meter erreicht. Sie ist sehr langsamwüchsig; zum Teil werden in 100 Jahren nur 3 Zentimeter am Umfang zugelegt. Da die nahe verwandte Langlebige Kiefer (Pinus longaeva) erst 1971 von der Grannen-Kiefer als eigene Art abgetrennt wurde, findet sich in der Literatur noch häufig der Hinweis, die Grannen-Kiefer werde etwa 5000 Jahre alt und sei damit einer der langlebigsten Organismen auf der Erde. Nach der Abtrennung der Pinus longaeva, auf die diese Altersangaben zutreffen, ist das Maximalalter der Grannen-Kiefer jedoch „nur“ mit etwa 2500 Jahren anzugeben.
Die Baumkrone ist schmal und dicht mit einzelnen herausragenden aufstrebenden, verdrehten Ästen. Die Grannen-Kiefer hat einen knorrigen, oft gedrehten Stamm mit einer grauen bis rotbraunen Schuppenborke. Die harzigen Knospen sind 4 mm lang und eiförmig bis spitz. Die fünfnadligen Kurztriebe stehen dicht. Die Rinde der Zweige ist dicht behaart, anfangs blass rötlich-braun und später grau. Die Nadeln der Grannen-Kiefer sind 2 bis 4 Zentimeter lang, weisen auffällige weiße Harzflecken auf und haben eine Lebensdauer von 12 bis 15 Jahren. Die Nadeln enden plötzlich in einer kurzen Dornspitze. Zerriebene Nadeln erinnern im Geruch an Terpentin.

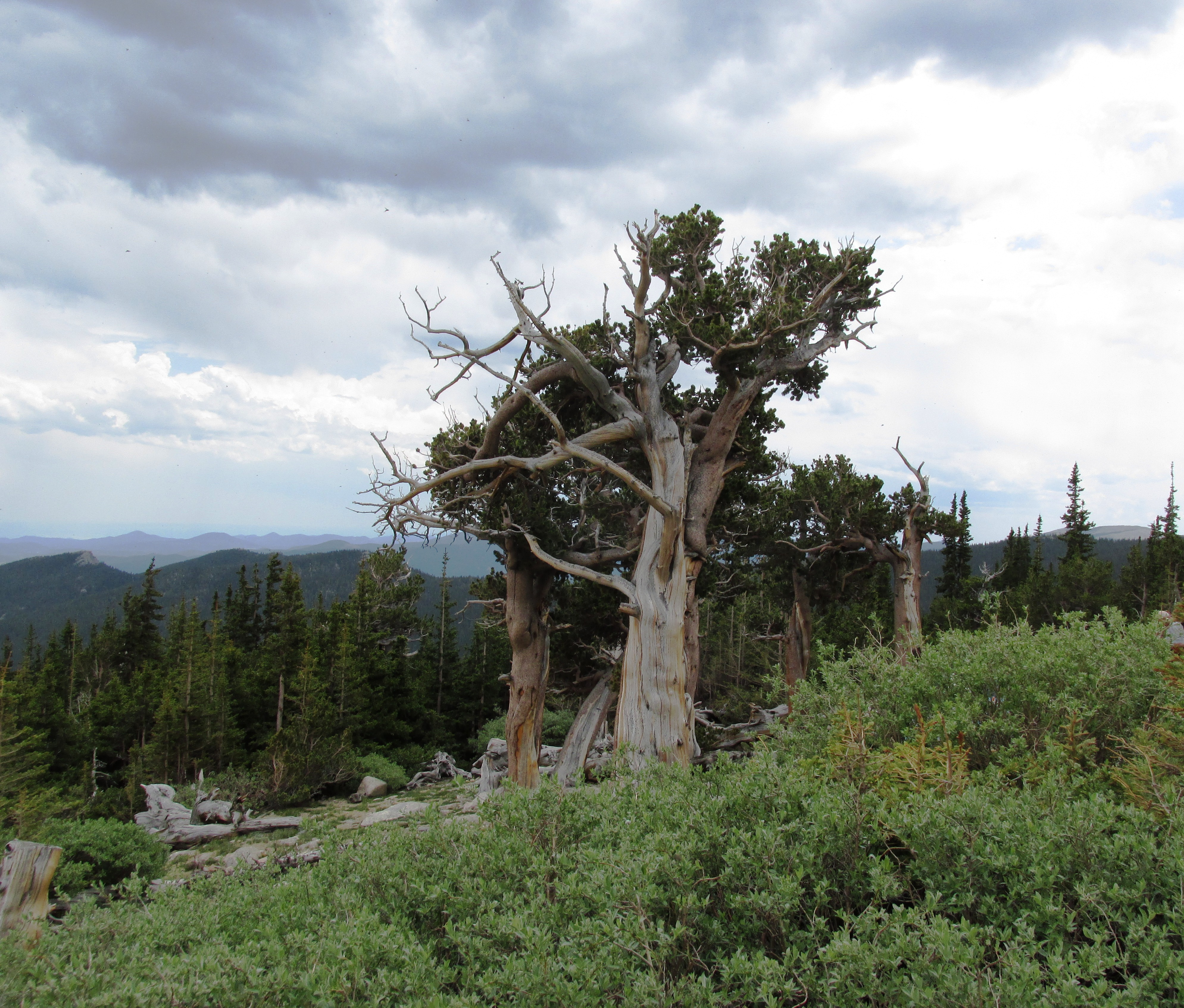
Grannen-Kiefern in der Front Range der Rocky Mountains
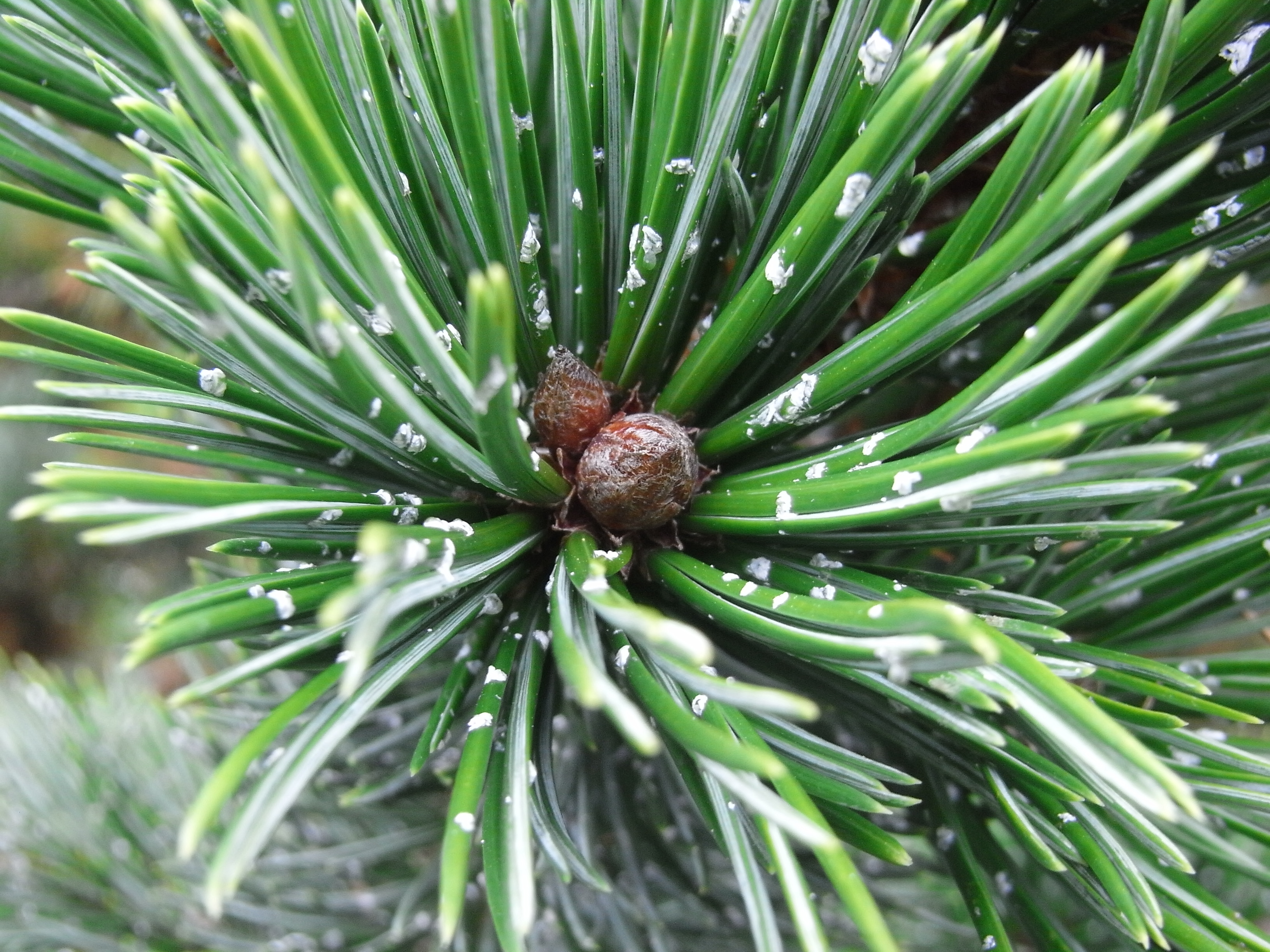
Nadeln der Grannenkiefer mit den charakteristischen Harzflecken
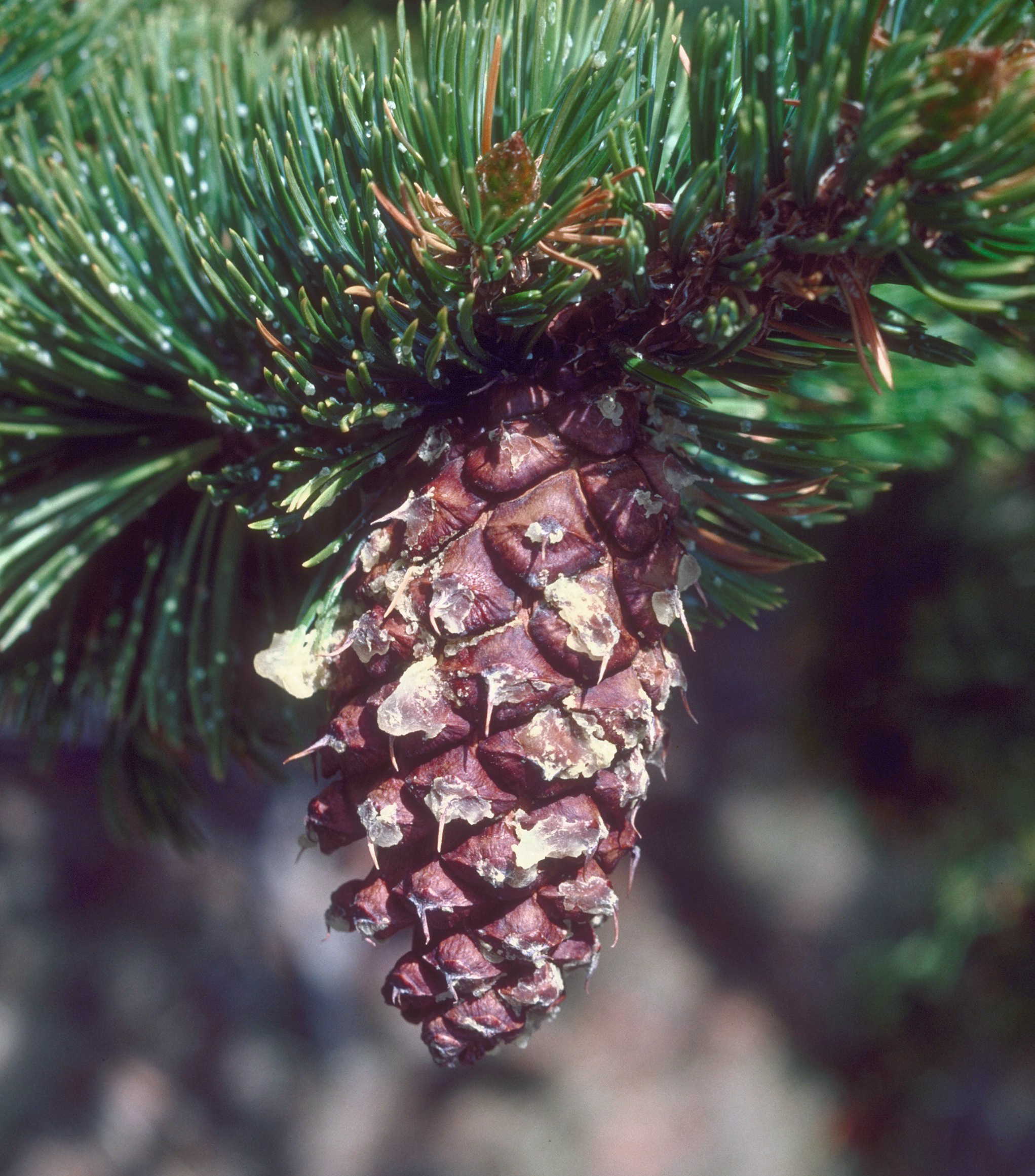
Zweig mit Zapfen

Die Grannen-Kiefer ist einhäusig getrenntgeschlechtig (monözisch). Die Blütezeit liegt im Juli bis August. Die männlichen Zapfen sind etwa 10 mm lang und bläulich bis rot. Die weiblichen Zapfen sind im ersten Jahr matt purpurfarben und nur 2 cm groß; im zweiten Jahr sind sie 5 bis 9 cm lang und 4 cm breit. Jede Zapfenschuppe trägt einen abstehenden, etwa 6 mm langen Dorn. Auch die Zapfen der Grannen-Kiefer weisen auffällige weiße Harzflocken auf. Die reifen Zapfen enthalten 5 mm große, graubraune bis fast schwarze Samen mit 1 cm langen Flügeln. Die Samen reifen im September bis Oktober.
Die Chromosomenzahl beträgt 2n = 24.

## Vorkommen

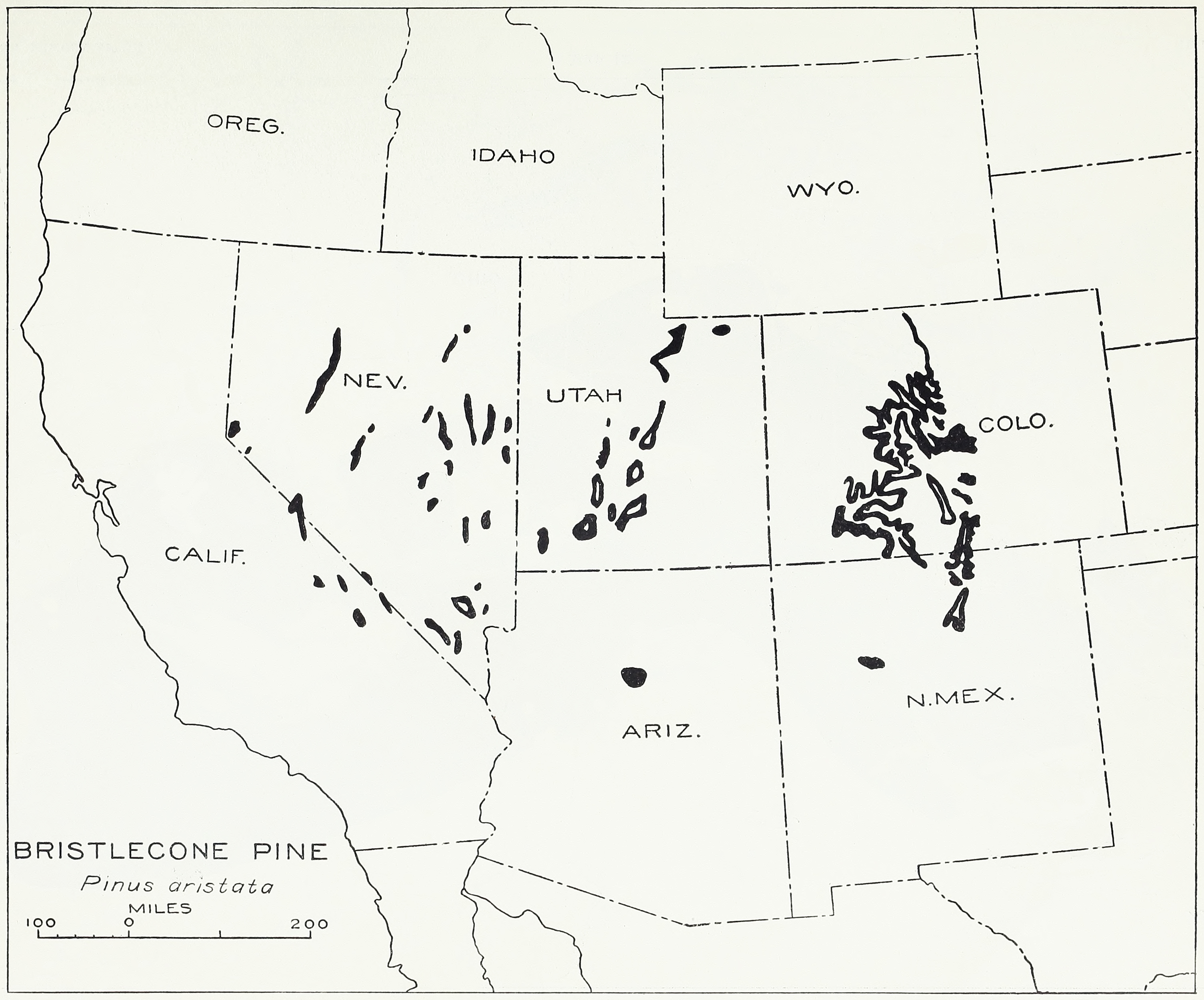
Verbreitungsgebiet (1938)

Die Grannen-Kiefer ist im westlichen Nordamerika in den Gebirgen von Kalifornien, Arizona, New Mexico und Colorado heimisch. Ihre Standorte sind trockene Granit- und Dolomithänge in Höhenlagen von 2300 bis 3500 Meter. Sie bildet dort in lichten Beständen die Baumgrenze.

## Abgrenzung von ähnlichen Arten
- Die Fuchsschwanz-Kiefer (Pinus balfouriana) hat etwas längere Nadeln (3,5 bis 4 cm), die eine feine Dornspitze haben; ihr fehlen die weißen Harzflecken völlig. Außerdem verströmen die zerriebenen Nadeln der Fuchsschwanz-Kiefer einen süßen Harzduft.
- Die Langlebige Kiefer (Pinus longaeva) hat ebenfalls etwas längere Nadeln; daneben trägt sie kürzere Dorne an den Zapfenschuppen. Auch diese Kiefernart weist keine weißen Harzflecken an Nadeln und Zapfen auf.

## Systematik
Pinus aristata wurde 1862 von George Engelmann in der Zeitschrift „The American journal of science and arts“, ser. 2, Band 34, Seite 331 erstbeschrieben. Ein Synonym ist Pinus balfouriana subsp. aristata (Engelm.) Engelm.